# Онькулица
О́нькулица (карел. On’kul) — деревня в Олонецком национальном районе Республики Карелия. Входит в состав Мегрегского сельского поселения.

## География
Деревня находится на берегу реки Мегрега.

## История
В результате сокращения населения в 1957 году в состав населённого пункта вошли деревни Варилица, Рышкала и Кангасово.

## Население
| 2002 | 2009 | 2010 | 2013 |
| ---- | ---- | ---- | ---- |
| 72   | ↘50  | ↗66  | ↘64  |

## Известные уроженцы
- Иванов, Василий Савельевич (род. 1958) — советский и российский поэт, прозаик, переводчик, журналист.